# Лиман Другий (Полтавський район)
Лима́н Другий — село в Україні, у Решетилівській міській громаді Полтавського району Полтавської області. Населення становить 557 осіб. До 2020 орган місцевого самоврядування — Лиманська Друга сільська рада.

## Географія
Село Лиман Другий знаходиться за 4 км від села Братешки. Селом протікає пересихаюче русло річки Бакай з загатою.

## Історія
12 червня 2020 року, відповідно до розпорядження Кабінету Міністрів України № 721-р «Про визначення адміністративних центрів та затвердження територій територіальних громад Полтавської області», село увійшло до складу Решетилівської міської громади.
19 липня 2020 року, в результаті адміністративно - територіальної реформи та ліквідації Решетилівського району, село увійшло до складу новоутвореного Полтавського району Полтавської області.

## Економіка
- Агропромислова ПФ «Ім. Шевченка».

## Об'єкти соціальної сфери
- Школа.

## Відомі люди

### Народились
- Катренко Гаврило Прокопович — український педагог, колишній директор Дрогобицького державного учительського інституту та Херсонського державного педагогічного інституту.

## Населення

### Мова
Розподіл населення за рідною мовою за даними перепису 2001 року:
| Мова            | Відсоток |
| --------------- | -------- |
| українська      | 97,49%   |
| російська       | 1,98%    |
| інші/не вказали | 0,53%    |